# 캘리포니아주의 기

캘리포니아 주의 기

캘리포니아의 기는 캘리포니아주의 깃발이다. 베어 플래그(Bear Flag)라고도 불린다.

## 의미[1]
캘리포니아의 기는 독립운동 당시 기에서 유래되었으며, 흰 바탕 밑에 빨간 줄이 있는 바탕에 그리즐리 베어와 별, 그리고 'CALIFORNIA REPUBLIC'이라는 글씨가 쓰여져있다. 그리즐리 베어는 힘을 상징하며, 동시에 미국인이 좋아하는 동물이기도 하다. 또한 왼쪽 모서리에 있는 빨간 별은 텍사스 주의 기에 있는 별에서 유래되었다.

## 규격

캘리포니아 주의 기 규격

## 과거의 기

독립 운동 당시의 기
캘리포니아 공화국의 국기

## 같이 보기
- 미국의 주 문장 목록